# Antoine Dalibard
Pour les articles homonymes, voir Dalibard.
Antoine Dalibard, né le 10 mars 1983 à Laval (Mayenne), est un coureur cycliste français.  Il fait ses débuts professionnels en 2006 au sein de l'équipe française Bretagne-Jean Floc'h. Il est le fils de Philippe Dalibard. Il prend sa retraite sportive à l'issue de la saison 2009.

## Biographie
Il travaille actuellement au studio Cyanide à Nanterre. Il occupe le poste de Lead Game Designer du jeu console "Tour de France".

## Palmarès
- 2004
  - Tour des Chemins de Croix
  - 3e des Boucles guégonnaises
  - 3e du Tour d'Eure-et-Loir
- 2006
  - 3e des Boucles de la Soule
- 2007
  - 3e des Boucles de la Soule
- 2008
  - Classement général du Tour de Normandie
  - 2e du Trio normand
- 2009
  - Classement général du Kreiz Breizh Elites
  - 2e de la Classique Champagne-Ardenne

## Classements mondiaux
| Année           | 2006 | 2007 | 2008 | 2009 |
| --------------- | ---- | ---- | ---- | ---- |
| UCI Europe Tour | 561e |      | 232e | 307e |